# Trainkos

Eisenbahnlinien im Kosovo (interaktive Karte)

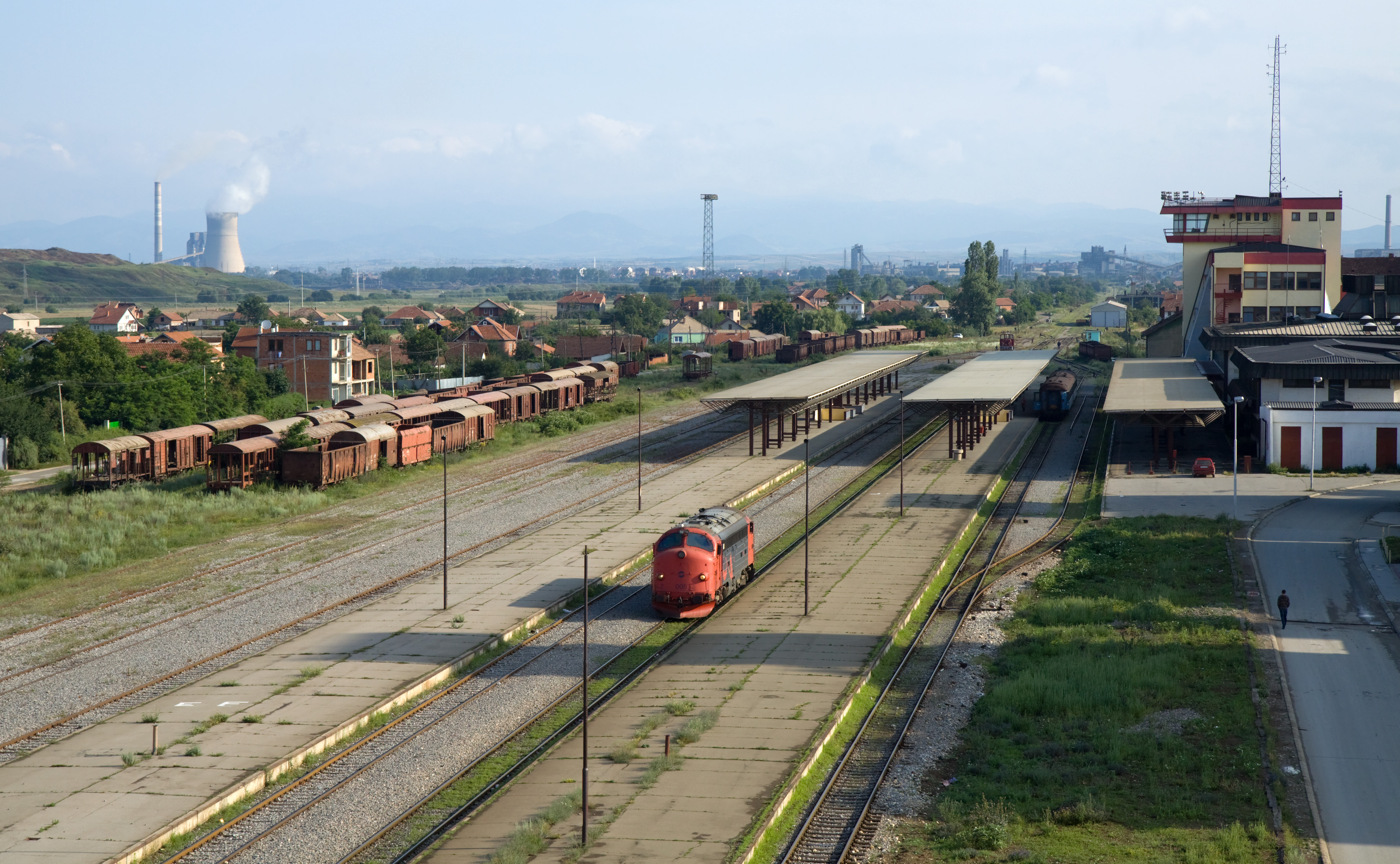
Bahnhof in Fushë Kosova

Trainkos ist das Eisenbahnverkehrsunternehmen im Kosovo. Es wurde 1999 gegründet und hat seinen Hauptsitz in Fushë Kosova.

## Geschichte
Im September 2011 wurden die Kosovarischen Eisenbahnen (albanisch Hekurudhat e Kosovës, serbisch Kosovske Železnice) in zwei Unternehmen geteilt: Eisenbahnverkehr und Fahrzeuge wurden auf Trainkos übertragen. Infrakos wurde als Eisenbahninfrastrukturunternehmen etabliert und übernahm die Eisenbahninfrastruktur.

## Aktueller Betrieb
Der Personenverkehr zwischen Pristina und Peja wurde am 3. August 2017 eingestellt, nachdem der Staat im Juni die Zahlungen an die Bahn eingestellt hatte und die Eigenmittel verbraucht waren. 2018 wurde die Verbindung reaktiviert. Außerdem verkehrt der internationale InterCity (IC 891/892) von Pristina über Fushë Kosova nach Skopje und zurück.
Der internationale Güterverkehr wird auch über Han i Elezit abgewickelt, der Containerterminal befindet sich in der Nähe des Flughafens Pristina beim Bahnhof Mirad. Der nationale Güterverkehr bedient mehrere über das gesamte Staatsgebiet verstreute Betriebe, beispielsweise:
- Kohletransporte Obiliq – NewCoFerronikeli-Werk in Drenas. Die Übergabe von der Kohlemine in Obiliq erfolgt mit einer Werkslokomotive, meistens alle zwei Tage.
- Tonerde-Transporte von der Mine Golesh (südwestlich des Flughafens Pristina bei Magura) zum NewCoFerronikeli-Werk in Drenas. Meistens täglich.[2]
- Diverse Güter (Container, Zisternen, Stückgut) zwischen Han i Elezit (von/nach Nordmazedonien) und Mirad mit Bedienung von Anschlussgleisen unterwegs.

## Strecken in Planung
Zwischen Gjakova und Shkodra soll laut einer Absichtserklärung zwischen der albanischen und der kosovarischen Regierung ein Strecken-Neubau erfolgen. Damit wäre das kosovarische Bahnnetz über die Strecke Shkodra – Durrës mit albanischen Seehäfen verbunden.

## Fahrzeuge
Die Fahrzeuge stammen aus Beständen der ehemaligen Jugoslawischen Eisenbahnen JŽ sowie aus Importen aus verschiedenen europäischen Ländern.

### Lokomotiven
An Lokomotiven sind sowohl ehemals jugoslawische Diesellokomotiven der Baureihen 645 von Đuro Đaković und 661 von General Motors vorhanden wie auch aus Norwegen importierte Nydqvist-och-Holm-Lokomotiven und eine dieselhydraulische Lokomotive der Baureihe Vossloh G 1700-2 BB. Auf der InnoTrans 2010 wurde zudem eine vom kroatischen Lokomotivenhersteller Gredelj modernisierte General Motors JT 38 CW-DC vorgestellt.
Bis 2012 wurden die Lokomotiven dabei nur mit laufenden Nummern versehen, seitdem nutzt Trainkos ein an die UIC-Kennzeichnung der Triebfahrzeuge angelehntes Bezeichnungssystem. Da der Kosovo bisher über keinen UIC-Ländercode verfügt, werden die dafür vorgesehenen Stellen in der Fahrzeugnummer mit Nullen aufgefüllt.
| Fahrzeugnummer (neu) | Fahrzeugnummer (alt) | Typ                                                                                         | Status                          |
| -------------------- | -------------------- | ------------------------------------------------------------------------------------------- | ------------------------------- |
| 2620 005             | 001Ⅱ                 | ehemals JŽ 645-033, HŽ 2044 031                                                             | betriebsfähig (Personenverkehr) |
| 2620 016             | –                    | ehemals JŽ 645-018, HŽ 2044 010                                                             | betriebsfähig (Personenverkehr) |
| 2640 007             | 003                  | ehemals JŽ 661-228                                                                          | betriebsfähig (Güterverkehr)    |
| 2640 008             | 004                  | Ehemals JŽ 661-231                                                                          | betriebsfähig (Güterverkehr)    |
| 2710 009             | 009                  | Vossloh G 1700-2 BB                                                                         | betriebsfähig (Güterverkehr)    |
| 2640 010             | 010                  | Modernisierte General Motors JT 38 CW-DC, zwischenzeitlich als 98 78 2 061 501-9 bezeichnet | außer Betrieb (Güterverkehr)    |
| 2760 001             | MDD3-01              | Express Service [BG] MDD3                                                                   | betriebsfähig (Rangierdienst)   |
| 2760 002             | MDD3-02              | Express Service [BG] MDD3                                                                   | betriebsfähig (Rangierdienst)   |

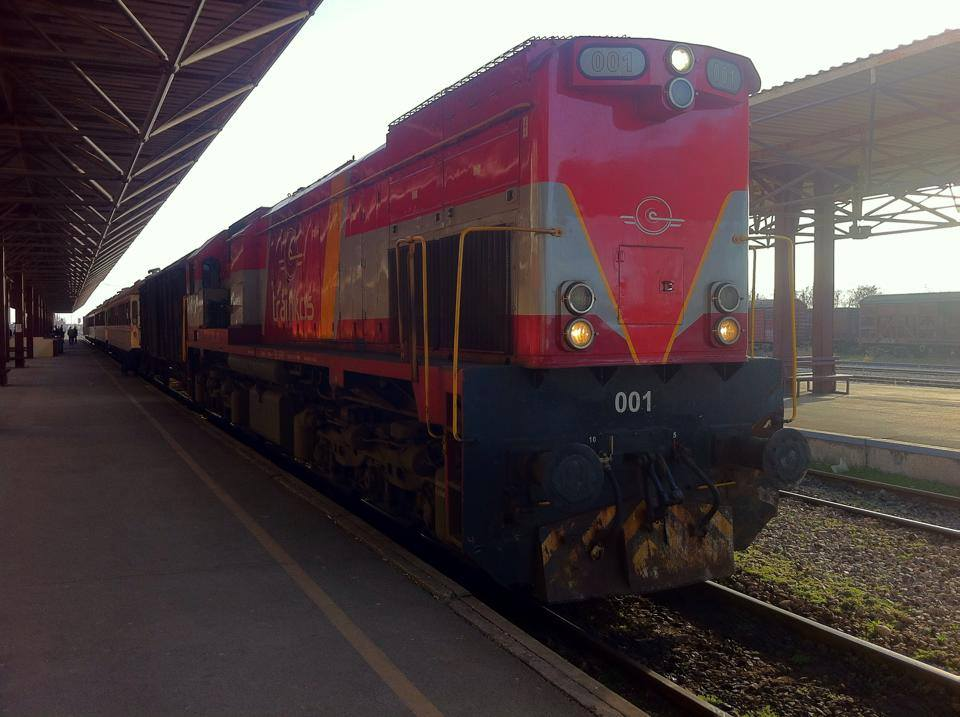
2620 005
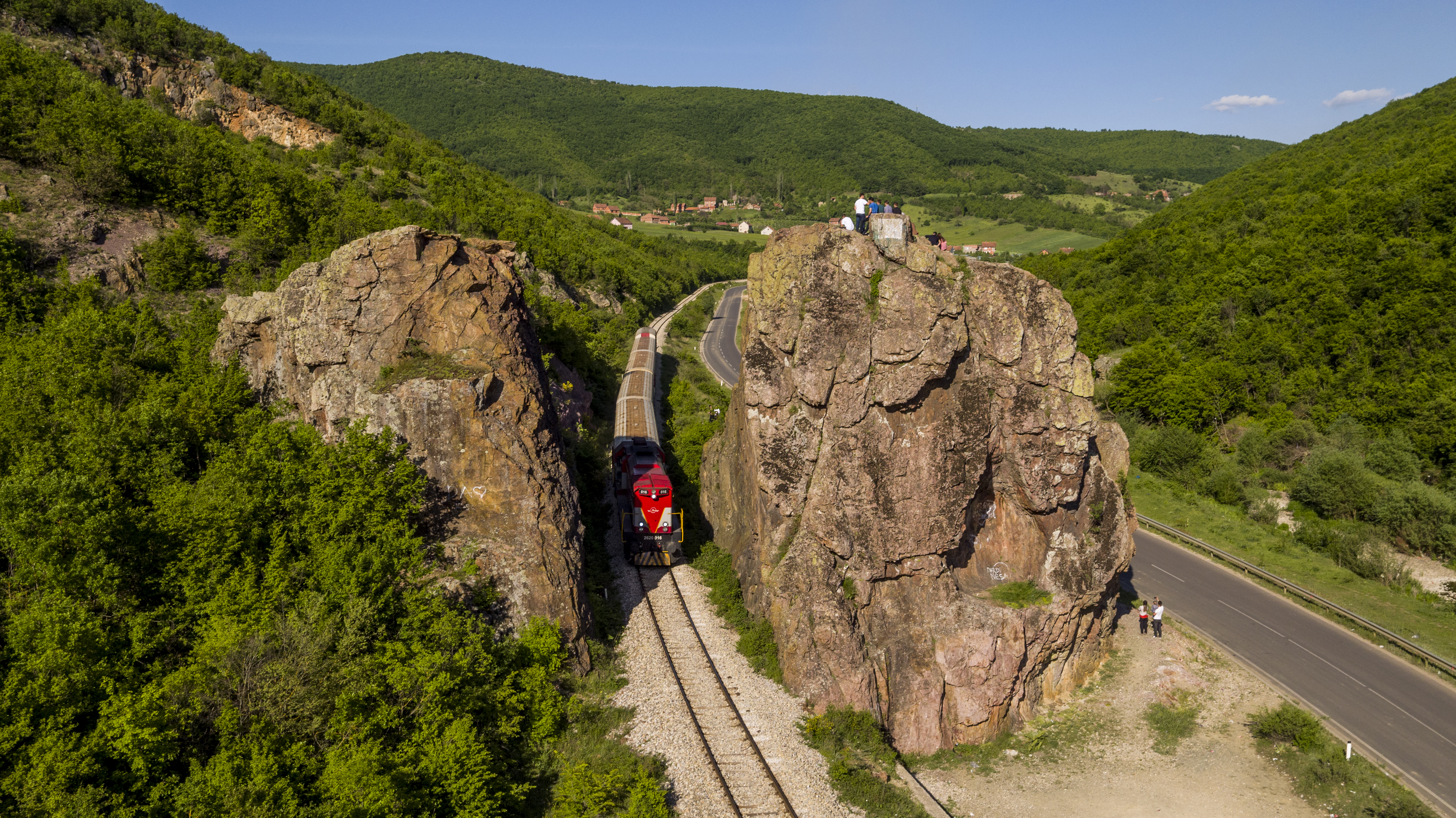
2620 016
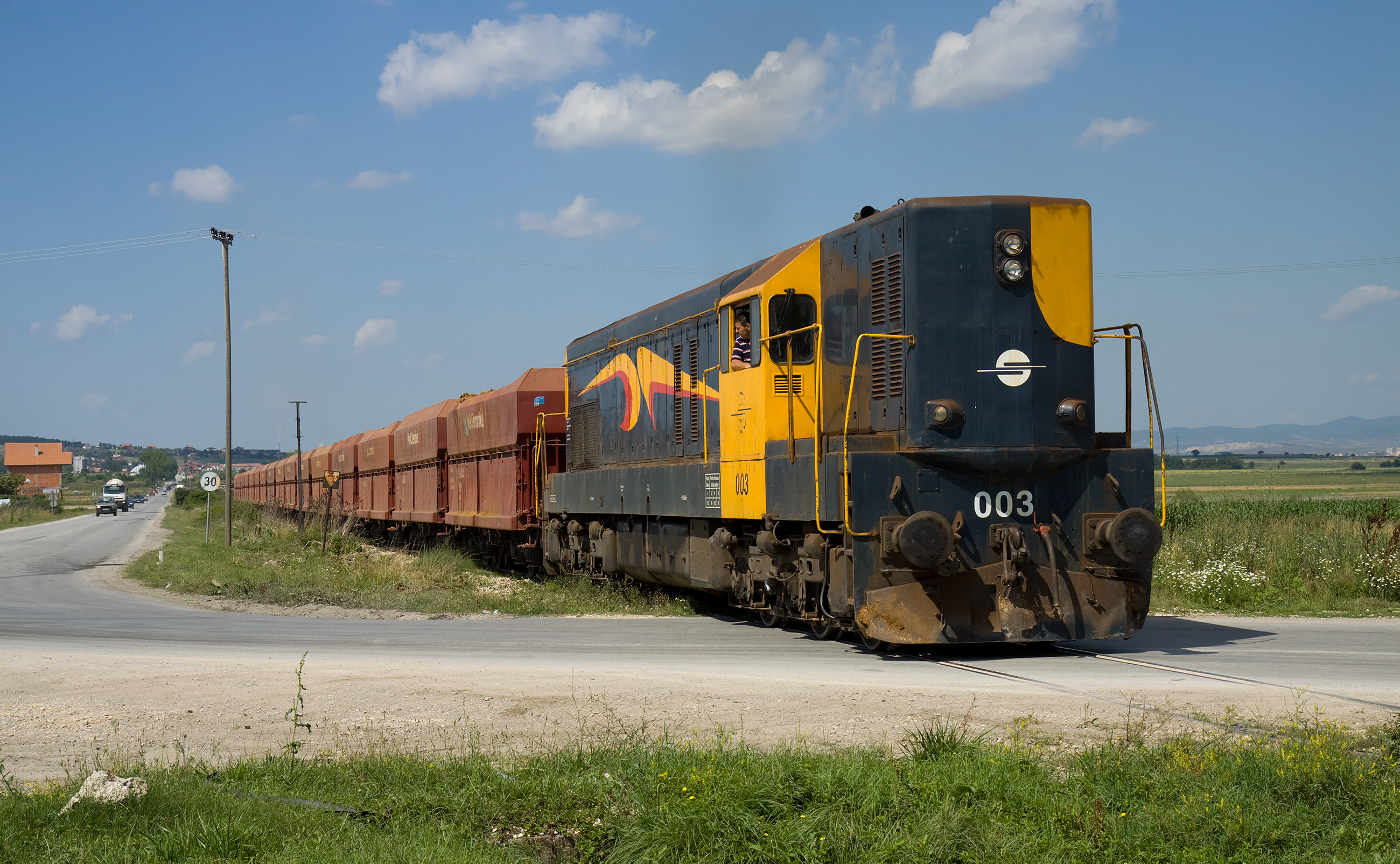
2640 007
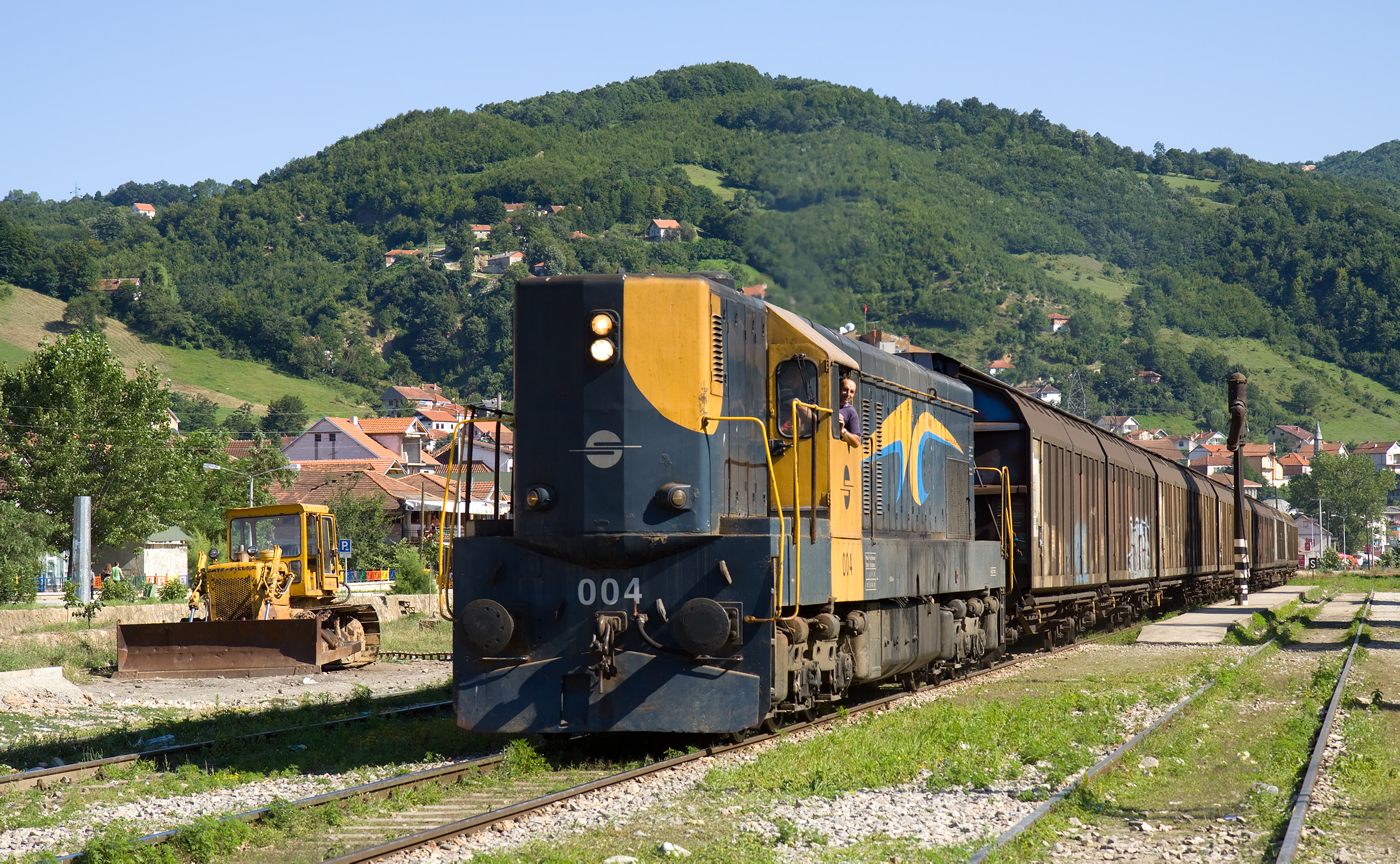
2640 008
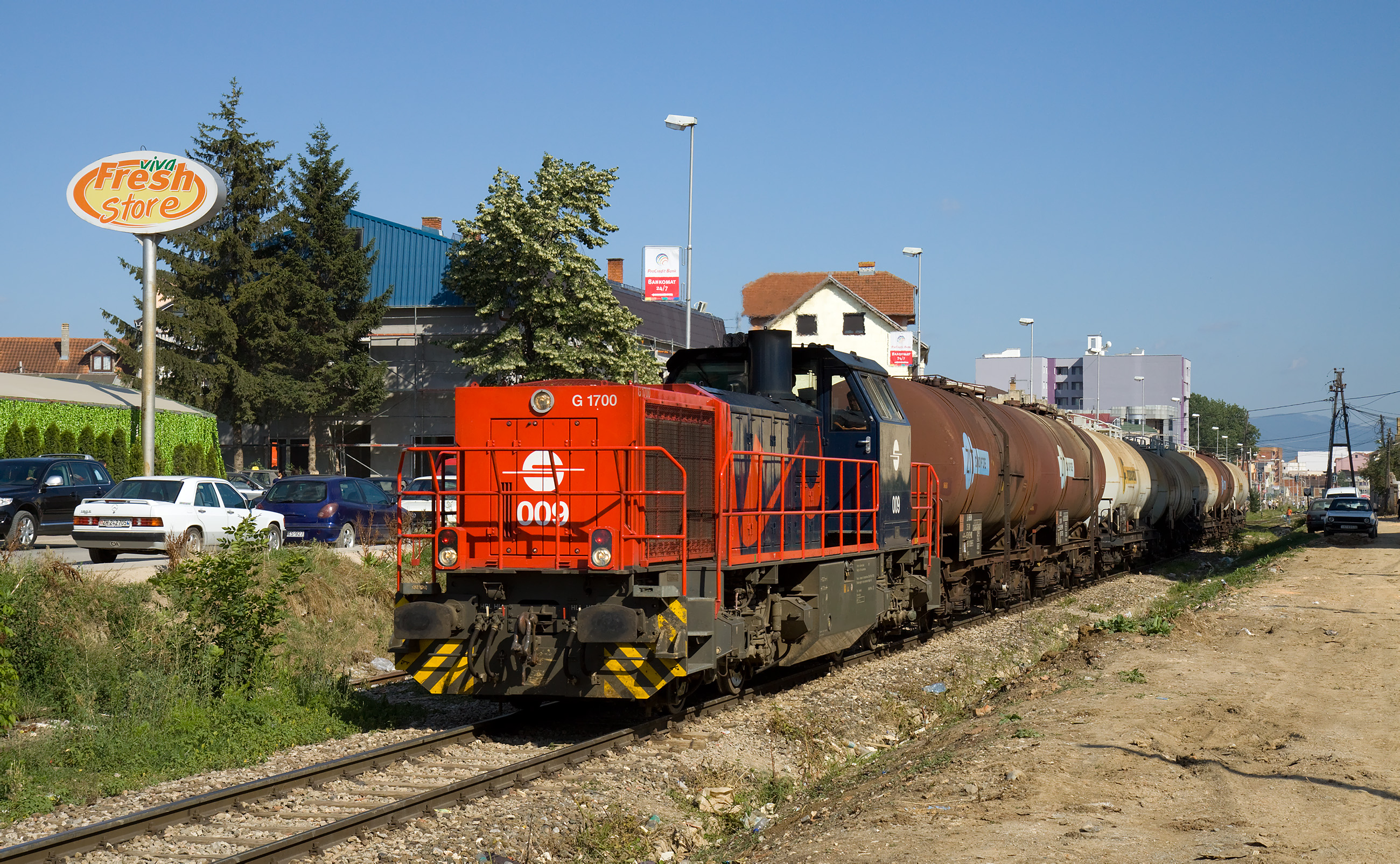
2710 009
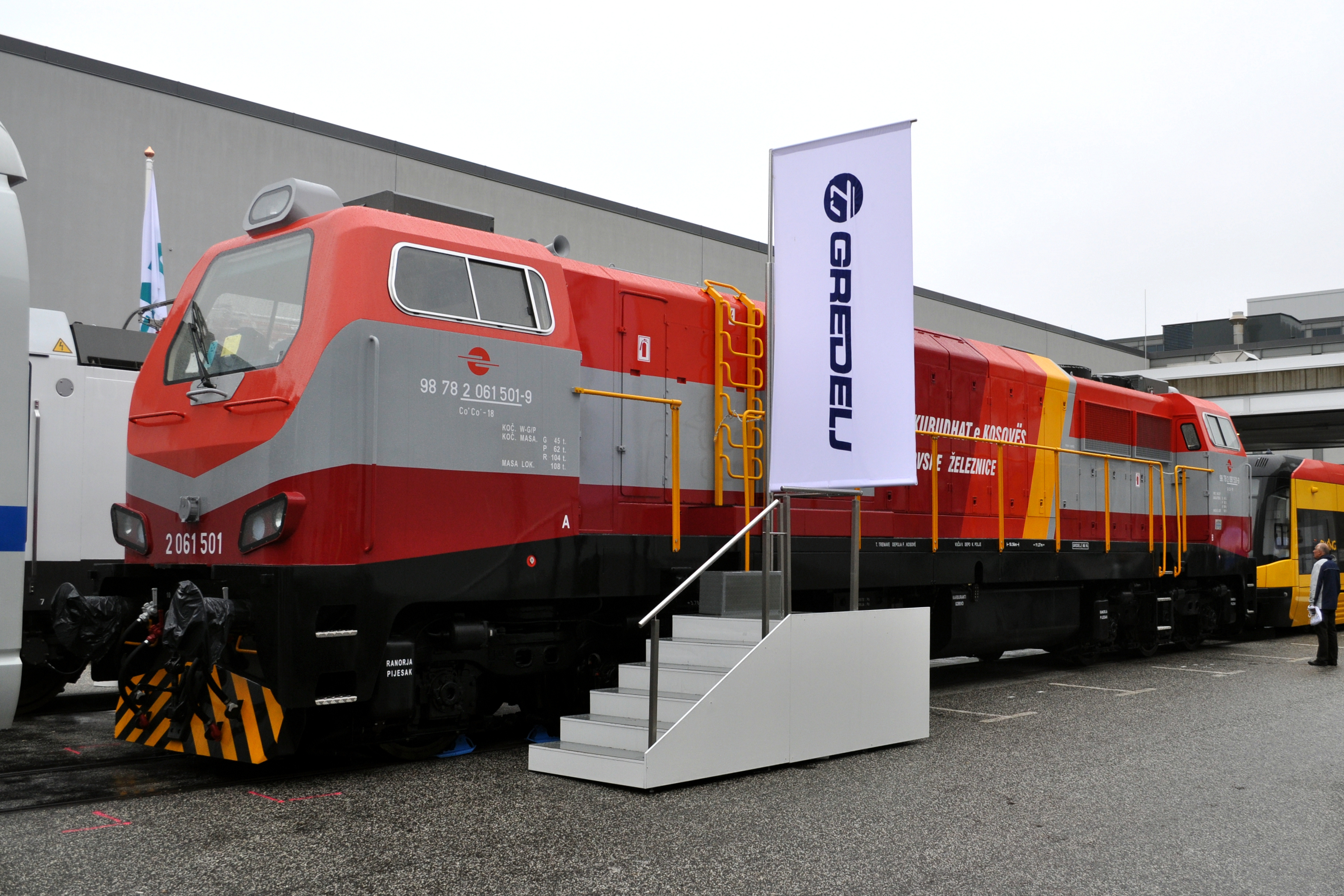
2640 010
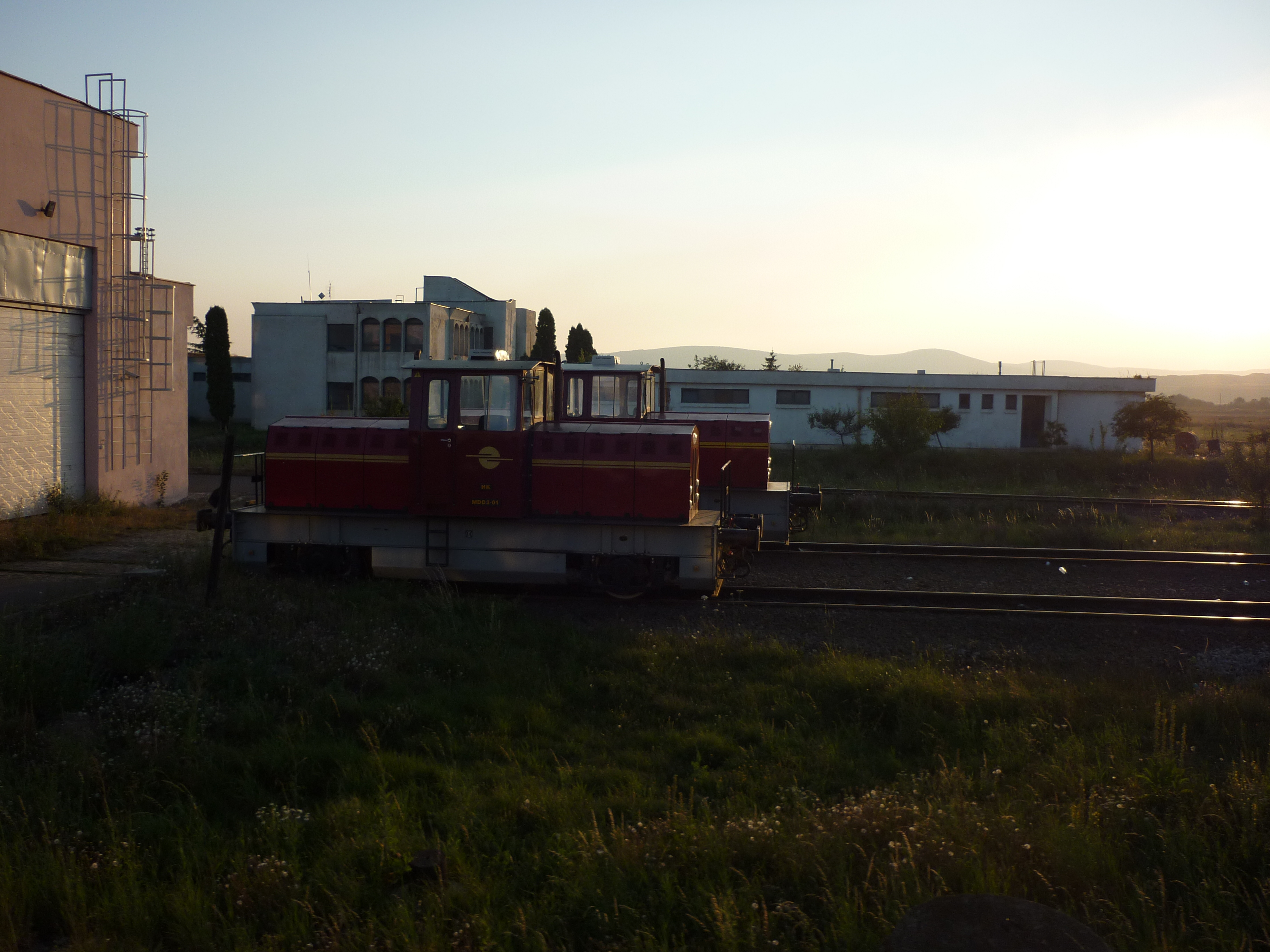
2760 001 und 2760 002

### Triebwagen
Der gesamte Verkehr zwischen Fushë Kosova und Peć wurde mit von Fiat gebauten, ehemaligen SJ-Triebwagen der Baureihe Y1 abgewickelt. Gelegentlich kamen auch Y1 auf der Strecke nach Han i Elezit zum Einsatz. Weiter sind ebenfalls von Fiat gebaute ehemalige FS-Triebwagen der Baureihe ALn 668 vorhanden, die aber schon länger in Fushë Kosova abgestellt sind.
| Fahrzeugnummer        | Typ                                  | Status        |
| --------------------- | ------------------------------------ | ------------- |
| 5800 001–004 ex 01–04 | Ehemals SJ Y1 1281, 1304, 1306, 1313 | außer Betrieb |

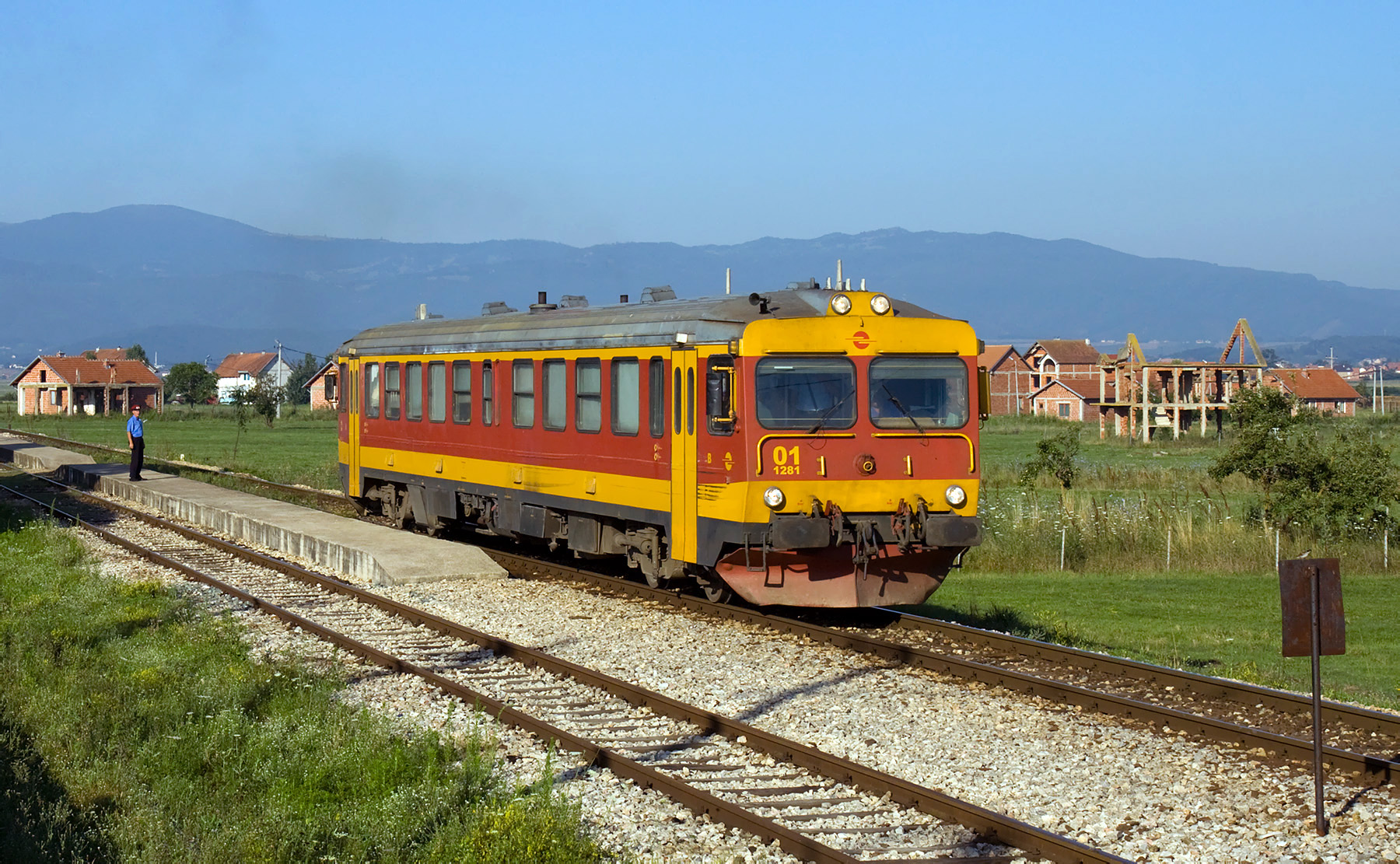
Y1 01 in Bablak

### Personenwagen
Vorhanden sind Wagen aus dem Bestand der ehemaligen JŽ und gebrauchte Fahrzeuge aus ganz Europa. Alle lokbespannten Züge wurden mit aus Schweden importierten Schnellzugswagen gefahren, der internationale IC mit je einem Wagen der Nordmazedonischen Eisenbahnen und einem aus dem Bestand von Trainkos.